# Успенівка (Бєлогорський район)
Успенівка (рос. Успеновка) — село у Бєлогорському районі Амурської області Російської Федерації. Розташоване на території українського історичного та етнічного краю Зелений Клин.
Входить до складу муніципального утворення Томичевська сільрада. Населення становить 319 осіб (2018).

## Історія
З 4 січня 1926 року до 30 липня 1930 року належало до новоутвореного Александрівського району Амурської округи Далекосхідного краю, що відповідав нинішньому Бєлогорському району. З 20 жовтня 1932 року ввійшло до складу новоутвореної Амурської області.
З 19 січня 2005 року органом місцевого самоврядкування є Томичевська сільрада.

## Населення
| 2002 | 2010 | 2011 | 2012 | 2013 | 2014 | 2015 |
| ---- | ---- | ---- | ---- | ---- | ---- | ---- |
| 593  | ↘449 | ↘446 | ↘417 | ↘392 | ↘378 | ↘366 |
| 2016 | 2017 | 2018 |      |      |      |      |
| ↘361 | ↘341 | ↘319 |      |      |      |      |